# Van Buren (Missouri)
Van Buren város az USA Missouri államában. Lakosainak száma 747 fő (2020. április 1.).

## Népesség
A település népességének változása:

| 2010 | 819 |
| 2020 | 747 |